# 22 nivôse
22 frimaire 22 pluviôse
Le duodi 22 nivôse, officiellement dénommé jour du sel, est le 112e jour de l'année du calendrier républicain.
C'était généralement le 11e jour du mois de janvier dans le calendrier grégorien.